# Toma (Burkina Faso)

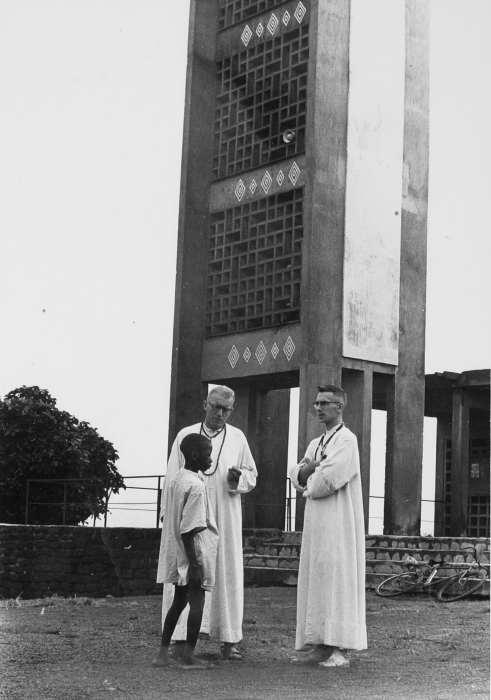
Geistliche vor der Kirche von Toma (1966)

Toma ist sowohl eine Gemeinde (französisch commune rurale) als auch ein dasselbe Gebiet umfassendes Departement im westafrikanischen Staat Burkina Faso in der Region Boucle du Mouhoun und der Provinz Nayala. Die Gemeinde hat in 16 Dörfern und sieben Sektoren des Hauptortes 29.003 Einwohner, in der Mehrzahl Sanan.
Toma ist Hauptstadt der Provinz Nayala und Geburtsort des Historikers und Politikers Joseph Ki-Zerbo. Es besteht eine Partnerschaft mit Wadern (Saarland).

## Ortschaften
- Toma	(12.587 Einwohner)
- Goa	(651 Einwohner)
- Goussi	(516 Einwohner)
- Koin	(3.330 Einwohner)
- Kolan	(955 Einwohner)
- Konti	(345 Einwohner)
- Niémé	(650 Einwohner)
- Nyon	(551 Einwohner)
- Pankélé	(1.934 Einwohner)
- Raotenga	(242 Einwohner)
- Sawa	(848 Einwohner)
- Semba	(531 Einwohner)
- Sien	(707 Einwohner)
- Siépa	(730 Einwohner)
- Tô	(1.354 Einwohner)
- Yayo	(175 Einwohner)
- Zouma	(2.964 Einwohner)[4]

## Persönlichkeiten
- Joseph Ki-Zerbo (1922–2006), Historiker und Politiker
- Prosper Bonaventure Ky (* 1965), Bischof von Dédougou